# Partito Socialista dei Lavoratori (Stati Uniti d'America)
Il Partito Socialista dei Lavoratori (in inglese Socialist Workers Party, SWP) è un partito politico statunitense di orientamento comunista ed in particolare trozkista fondato nel 1938. Il partito è un sostenitore convinto della rivoluzione cubana.

## Storia
Il Partito Socialista dei Lavoratori, fondato nel 1938, ha le sue origini nella Communist League of America (CLA), fondata nel 1928, da membri fuoriusciti dal Partito Comunista degli Stati Uniti d'America, poiché sostenitori di Lev Trockij contro Iosif Stalin.
Affiliato dagli anni '40 alla Quarta Internazionale, ha interrotto i rapporti nel 1990.

## Struttura

### Segretari generali
- James P. Cannon (1938–1953)
- Farrell Dobbs (1953–1972)
- Jack Barnes (dal 1972)